# شبروو-کاترینا
شبروو-کاترینا (به چکی: Šebrov-Kateřina) یک منطقهٔ مسکونی در جمهوری چک است که در ناحیه بلانسکو واقع شده‌است. شبروو-کاترینا ۱۰٫۲۹ کیلومتر مربع مساحت و ۷۸۹ نفر جمعیت دارد و ۴۳۸ متر بالاتر از سطح دریا واقع شده‌است.